# マックス・ベネット
マックス・ベネット (Max Bennett、1928年5月24日 - 2018年9月14日) は、アメリカのジャズ・ベーシスト、セッション・ミュージシャン。

## 経歴
ベネットはアイオワ州の大学を卒業後、プロ・ミュージシャンとしてのキャリアをスタートさせ、1949年にハービー・フィールズのバンドに参加。その後もジョージー・オールド、テリー・ギブス、チャーリー・ヴェンチュラらと共演した。
1951年から1953年にかけては陸軍に入隊。除隊後はスタン・ケントンのバンドに参加した他、この頃より自身のリーダー作も発表している。
1960年代から1970年代にかけては、ペギー・リーやエラ・フィッツジェラルド、コールマン・ホーキンスらジャズアーティストの作品に参加した他、バーブラ・ストライサンド、アート・ガーファンクル、ジョージ・ハリスン、ベット・ミドラー、ジョニ・ミッチェルなどジャズ以外のジャンルの多くのミュージシャンたちとも共演して名を馳せた。晩年も精力的に活動しており、2018年に90歳で亡くなるまで現役のミュージシャンとして長期にわたって活躍した。
また、ベネットはトム・スコットが結成したL.A.エクスプレスのオリジナル・メンバーの1人としてもよく知られている。

## ディスコグラフィ

### リーダー・アルバム
- 『マックス・ベネット』 - Max Bennett (1955年、Bethlehem)
- 『マックス・ベネット・プレイズ』 - Max Bennett Plays (1956年、Bethlehem)
- 『マックス・ベネット・ウィズ・チャーリー・マリアーノ』 - Max Bennett Vol. II (1956年、Bethlehem)
- Interchange (1987年、TBA) ※with フリーウェイ
- The Drifter (1987年、TBA) ※with フリーウェイ
- Images (1989年、TBA) ※with フリーウェイ
- 『クール・ブリーズ』 - Great Expectations (1993年、Chase Music) ※with ザ・マックス・バンド
- People & Places (1999年、Hardel Muzik Distribution) ※with ザ・マックス・バンド
- Max Is the Factor (2006年、Fresh Sound) ※1955年録音